# Heather Angel
Pour les articles homonymes, voir Angel.
Heather Angel est une actrice britannique, née le 9 février 1909 à Oxford (Royaume-Uni), morte le 13 décembre 1986 à Santa Barbara (Californie).

## Biographie

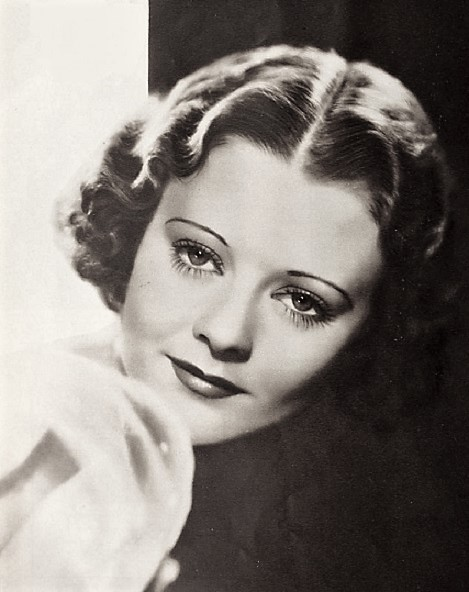
Heather Angel en 1934.

## Filmographie
- 1931 : City of Song : Carmela
- 1931 : Night in Montmartre : Annette Lefevre
- 1932 : After Office Hours : Pat
- 1932 : Mr. Bill the Conqueror : Rosemary Lannick
- 1932 : Frail Women : Girl
- 1932 : Men of Steel : Ann Ford
- 1932 : Self Made Lady : Sookey
- 1932 : The Hound of the Baskervilles : Beryl
- 1933 : Deux Femmes (Pilgrimage) de John Ford : Suzanne
- 1933 : Charlie Chan's Greatest Case de Hamilton MacFadden : Carlotte Eagan
- 1933 : Berkeley Square, de Frank Lloyd : Helen Pettigrew
- 1933 : Early to Bed : Grete
- 1934 : Orient Express (tiré du roman éponyme de Graham Greene) : Coral Musker
- 1934 : Murder in Trinidad de Louis King : Joan Cassell
- 1934 : Romance in the Rain : Cynthia Brown
- 1934 : Springtime for Henry : Miss Smith
- 1935 : The Mystery of Edwin Drood : Rosa Bud
- 1935 : It Happened in New York (en) d'Alan Crosland : Chris Edwards
- 1935 : Le Mouchard (The Informer) de John Ford : Mary McPhillip
- 1935 : The Headline Woman (en) de William Nigh : Myrna Van Buren
- 1935 : Les Trois Mousquetaires (The Three Musketeers) : Constance
- 1935 : The Perfect Gentleman de Tim Whelan : Evelyn Alden
- 1936 : Le Dernier des Mohicans (The Last of the Mohicans) : Cora Munro
- 1936 : Daniel Boone : Virginia Randolph
- 1936 : The Bold Caballero : Lady Isabella Palma
- 1937 : Bulldog Drummond Escapes : Phyllis Clavering
- 1937 : Western Gold d'Howard Bretherton : Jeannie Thatcher
- 1937 : Portia on Trial : Elizabeth Manners
- 1937 : The Duke Comes Back : Susan Corbin Foster
- 1938 : Army Girl : Mrs.Gwen Bradley
- 1938 : Bulldog Drummond in Africa : Phyllis Clavering
- 1939 : Arrest Bulldog Drummond : Phyllis Clavering
- 1939 : Bulldog Drummond's Secret Police : Phyllis Clavering
- 1939 : Undercover Doctor : Cynthia Weld
- 1939 : Bulldog Drummond's Bride : Phyllis Clavering
- 1940 : Half a Sinner (en) d'Al Christie : Anne Gladden
- 1940 : Orgueil et préjugés (Pride and Prejudice) : Kitty Bennet
- 1940 : Kitty Foyle (Kitty Foyle: The Natural History of a Woman) : Wife in Prologue
- 1941 : Shadows on the Stairs : Sylvia Armitage
- 1941 : Lady Hamilton (That Hamilton Woman) : A Streetgirl
- 1941 : La Femme de Singapour (Singapore Woman) de Jean Negulesco : Frieda
- 1941 : Soupçons (Suspicion) : Ethel (Maid)
- 1942 : The Undying Monster : Helga Hammond
- 1942 : Time to Kill d'Herbert I. Leeds : Myrle Davis
- 1943 : Cry Havoc, de Richard Thorpe : Andra West
- 1944 : Lifeboat - les naufragés (Lifeboat) : Mrs.Higley
- 1944 : In the Meantime, Darling : Mrs. Nelson
- 1948 : The Saxon Charm : Vivian Saxon
- 1951 : Alice au pays des merveilles (Alice in Wonderland) : Alice's sister (voix)
- 1953 : Peter Pan : Mrs. Darling (voix)
- 1962 : L'Enterré vivant (The Premature Burial) : Kate Carrell
- 1964 : Peyton Place ("Peyton Place") (série télévisée) : Mrs. Andrea Dowell (1965-1966)
- 1966 à 1971 : Cher oncle Bill (Family Affair) (série télévisée) : Miss Faversham
- 1975 : Gone with the West (en) : Old Little Moon / Narrator
- 1979 : Backstairs at the White House (feuilleton TV) : Mrs. Wallace